# Frank Sear
Frank Bowman Sear (* 19. März 1944 in Carlisle, England) ist ein britisch-australischer Klassischer Archäologe.

## Leben
Frank Sear studierte an der University of Cambridge (1966 Bachelor, 1966 Master, 1972 Promotion). Von 1972 bis 1974 war er Stipendiat an der British School at Rome. 1975 ging er als Lecturer an die University of Adelaide in Australien und wurde dort 1980 Senior Lecturer. 1991 wechselte er als Professor for Classical Studies an die University of Melbourne, wo er bis zu seinem Ruhestand 2009 lehrte.
Seine Hauptforschungsgebiete sind die römische Architektur und das römische Theater. Von 1978 bis 1988 leitete er das Australian Pompeii Project, seit 1990 das Australian Roman Theatre Project.
Er ist Fellow der Society of Antiquaries of London und Fellow der Australian Academy of the Humanities.

## Veröffentlichungen (Auswahl)
- Roman Wall and Vault Mosaics (= Mitteilungen des Deutschen Archäologischen Instituts, Römische Abteilung Ergänzungsheft 23). Kerle, Heidelberg 1977 (Dissertation).
- Roman Architecture. Batsford, London 1982, ISBN 0-7134-4097-X; 2. Auflage Routledge, London 2021, ISBN 978-1-138-54372-0.
- mit Penelope M. Allison: Casa della Caccia antica (= Häuser in Pompeji Band 11). Hirmer, München 2002, ISBN 3-8030-1032-2.
- Roman Theatres: An Architectural Study. Oxford University Press, Oxford 2006, ISBN 978-0-19-814469-4